# Nowhere (1997)
Nowhere (bra: Estrada para Lugar Nenhum) é um filme franco-estadunidense de 1997, dos gêneros comédia dramática e ficção científica, escrito e dirigido por Gregg Araki, e estrelado por James Duval e Rachel True. Descrito por Araki como "Beverly Hills, 90210 com ácido", a trama retrata a história de um grupo de estudantes universitários de Los Angeles e suas vidas intensas.
A produção foi o sexto filme de Araki, além de ser a terceira entrada em sua trilogia de filmes "Teenage Apocalypse", precedido por "Totally F***ed Up" (1993) e "The Doom Generation" (1995). Assim como os outros da trilogia, o filme contém cenas sexuais e de violência gráfica. A produção notavelmente conta com vários atores conhecidos antes de se tornarem grandes estrelas, incluindo Christina Applegate, Ryan Phillippe, Mena Suvari, Kathleen Robertson e Denise Richards.
O filme obteve uma recepção inicial mista da crítica especializada, embora nos anos seguintes o filme tenha se tornado um clássico cult pelo público, com sua reputação entre os críticos crescendo consideravelmente.

## Enredo
Dark Smith (James Duval) é um estudante de cinema bissexual de Los Angeles que se sente profundamente alienado e anseia pelo fim do mundo. Obcecado pela ideia de encontrar seu verdadeiro amor antes que o apocalipse chegue, ele busca escapar da sua mãe trabalhadora e constantemente reclamona (Beverly D'Angelo), com quem vive. Dark mantém um relacionamento aberto com Mel (Rachel True), que enfrenta dificuldades para se comprometer com uma única pessoa, dividindo seu tempo entre Dark e sua namorada lésbica, Lucifer (Kathleen Robertson), por quem Dark nutre um desgosto. Enquanto isso, Dark se apaixona por Montgomery (Nathan Bexton), um garoto homossexual com quem se depara repetidamente em seus caminhos.
Numa manhã comum de sexta-feira, Dark, Mel e Lucifer dirigem-se ao The Hole, o café local onde costumam tomar café da manhã. No caminho, eles param para pegar Montgomery, que está sozinho em um ponto de ônibus, esperando uma carona para o mesmo destino. Ao chegar ao The Hole, Dark se encontra com seu melhor amigo, Cowboy (Guillermo Díaz), um rockstar queer que está passando por uma crise: ele não consegue encontrar seu namorado e parceiro de banda, Bart (Jeremy Jordan), que se encontra em uma fase autodestrutiva devido ao vício em heroína, ameaçando tanto seu relacionamento quanto sua carreira musical. Enquanto isso, Bart está na casa do traficante de drogas Handjob (Alan Boyce), mais interessado nas drogas oferecidas pelo traficante do que nas propostas perversas das dominatrixes Kriss (Chiara Mastroianni) e Kozy (Debi Mazar), que vivem com Handjob e estão envolvidas em práticas de sadomasoquismo.
No The Hole, também estão Dingbat (Christina Applegate), conhecida por sua língua afiada, Alyssa (Jordan Ladd), a melhor amiga de Montgomery e poetisa, que o alerta sobre o Armagedom iminente que supostamente ocorrerá naquela noite; e Polly, apelidada de Egg (Sarah Lassez), que é tímida e ingênua. Enquanto todos planejam se encontrar mais tarde para o jogo de "pé na lata" e a grande festa que ocorrerá em seguida, Egg é abordada no banheiro feminino por um ator da série de televisão "Baywatch" (Jaason Simmons), cuja fama é tão grande que dispensa apresentações. O ídolo a convida para um passeio, e ela aceita com entusiasmo.
Mais tarde, do lado de fora do The Hole, Alyssa e Dingbat encontram Ducky (Scott Caan), o irmão de Egg e paixão de Dingbat, que, por sua vez, está enamorado por Alyssa. No entanto, Alyssa está completamente apaixonada por Elvis (Thyme Lewis).
Embaixo do sol escaldante da cidade, eventos estranhos começam a se desenrolar. Enquanto espera no ponto de ônibus para voltar para casa após as aulas, Dark testemunha um trio de garotas mesquinhas (Traci Lords, Shannen Doherty e Rose McGowan) ser vaporizado por um alienígena armado com uma pistola de raios. Antes que ele possa registrar a cena com sua câmera, o alienígena desaparece diante de seus olhos. Dark fica parado, questionando se o que presenciou foi real ou apenas mais uma alucinação induzida pelo ácido.
O destino de Egg toma um rumo sombrio quando o ator famoso a leva para sua casa. Após Egg rejeitar suas investidas, o ator perde o controle e se torna um maníaco sexual, submetendo-a a um estupro e espancamento brutais. Paralelamente, sob o efeito de drogas, Bart cede às provocações de Kriss e Kozy, permitindo que elas realizem com ele atos profundamente degradantes e perversos.
Naquela noite, no campo de beisebol da escola, Dark, Mel, Lucifer, Montgomery, Cowboy, Dingbat e Ducky iniciam o jogo de "pé na lata", todos sob o efeito de alucinógenos para tornar o jogo mais intenso e emocionante. Durante a partida, Dark vê Montgomery desaparecer no ar e percebe o alienígena rondando o vestiário onde ele havia sido visto pela última vez. Apesar da inquietação, Dark se vê obrigado a seguir seus amigos, que estão a caminho da festa fantasmagórica na casa de Jujyfruit (Gibby Haynes).
Os únicos ausentes na festa são Egg e Bart, ambos confinados em seus quartos, feridos e traumatizados após encontros perigosos e inesperados. Desolados, eles permanecem em frente às suas televisões, assistindo à hipnotizante pregação de Moses Helper (John Ritter), um televangelista fervoroso que prega sobre a salvação eterna no céu. À medida que as palavras insidiosas de Helper se apossam de suas mentes, Egg e Bart cometem suicídio – ela cortando os pulsos, e ele inalando gás do forno em sua cozinha. Enquanto isso, a festa na casa de Jujyfruit atinge seu auge.
Todos parecem estar se divertindo, exceto Dark. Mel rejeitou tanto ele quanto Lucifer, optando por sair com Surf e Ski (Keith e Derek Brewer), um par de gêmeos loiros e bronzeados. Preocupado, Cowboy decide sair da festa e ligar para os pais de Bart, apenas para descobrir, através do casal desesperado, que seu namorado estava morto. Enquanto isso, Ducky recebe uma ligação de seu pai (David Leisure), que lhe conta sobre o terrível destino de sua irmã. Desesperado, Ducky se atira na piscina e quase se afoga, mas é resgatado por Dark e Dingbat, que pulam na água para salvá-lo. Ao voltar para dentro da festa para pegar uma toalha, Dark tem outro avistamento perturbador do alienígena. Quando entra na cozinha, ele encontra Handjob e começa a relatar seu dia, mas Alyssa e Elvis chegam logo em seguida. Elvis acusa Handjob de ter vendido drogas adulteradas para ele e o espanca até a morte com uma lata de sopa de tomate.
O dia de Dark atinge seu ponto mais baixo: Bart, Egg e Handjob estavam mortos, Elvis aparentemente seria preso, Montgomery e três garotas haviam sido sequestrados por extraterrestres, Ducky tentara se afogar e Mel o abandonara definitivamente. Sem outras opções, Dark retorna para casa e grava um vídeo em sua câmera, confessando estar "completamente condenado". Enquanto tenta dormir, Montgomery reaparece e bate em sua janela. Dark o deixa entrar, e Montgomery revela que foi sequestrado por alienígenas, que realizaram experimentos com ele e outras pessoas. Eles se deitam juntos na cama, e Montgomery pede para passar a noite ali. Dark concorda, mas exige que ele prometa nunca abandoná-lo. Os dois fecham os olhos, mas logo são interrompidos quando Montgomery começa a ter convulsões. De repente, seu corpo explode, espalhando sangue e órgãos por todo o quarto, revelando uma criatura gigantesca e aterrorizante, semelhante a um besouro, que estava dentro dele. A criatura diz: "Tô caindo fora" e rasteja para fora da janela. Coberto de sangue, Dark fica paralisado na cama, atônito e sem palavras.
Em uma breve cena pós-créditos, Dark, ainda coberto com o sangue de Montgomery, grita de horror e angústia.

## Elenco
- James Duval como Dark
- Rachel True como Mel
- Nathan Bexton como Montgomery
- Chiara Mastroianni como Kriss
- Debi Mazar como Kozy
- Kathleen Robertson como Lucifer
- Joshua Gibran Mayweather como Zero
- Jordan Ladd como Alyssa
- Christina Applegate como Dingbat
- Sarah Lassez como Polly "Egg"
- Guillermo Díaz como Cowboy
- Jeremy Jordan como Bart
- Alan Boyce como Handjob
- Jaason Simmons como O Ídolo
- Ryan Phillippe como Shad
- Heather Graham como Lilith
- Scott Caan como Ducky
- Thyme Lewis como Elvis
- Mena Suvari como Zoe
- Beverly D'Angelo como Mãe de Dark
- Denise Richards como Jana
- Teresa Hill como Shannon
- Traci Lords como Val-Chick 1
- Shannen Doherty como Val-Chick 2
- Rose McGowan como Val-Chick 3
- John Ritter como Ajudante de Moisés
- Charlotte Rae como Cartomante
- Christopher Knight como Sr. Sighvatssohn
- Eve Plumb como Sra. Sighvatssohn
- Lauren Tewes como Julie, a apresentadora
- David Leisure como Pai de Egg e Ducky
- Devon Odessa como What
- Staci Keanan como Ever
- Gibby Haynes como Jujyfruit
- Gregg Araki como Alienígena Besouro (voz, não-creditado)

## Recepção
O filme obteve uma recepção mista da crítica especializada. Kevin B. Thomas, para o Los Angeles Times, deu uma crítica positiva ao filme, chamando-o de "alta energia" e afirmando que "Araki é uma maravilha em controlar a mudança de tons, e Nowhere, uma obra confiante e intricada, tem uma ótima estética pop art, mas suas emoções são reais". Em um artigo sobre os próximos filmes de verão de 1997 no jornal The New York Times, Anita Gates descreveu a produção como "a versão californiana de Kids".
Escrevendo para a revista Empire, Jake Hamilton deu uma crítica negativa ao filme, afirmando: "É verdade que há algumas cenas deslumbrantes; uma cena de sexo brilhantemente intercalada, a morte por uma lata de sopa da Campbell's, e um final ridículo e absurdo, mas comparado com o encantador Dazed and Confused, de Richard Linklater, Nowhere está completamente perdido em suas próprias pretensões".
O próprio Araki descreveu o filme como "Beverly Hills, 90210 com ácido". Em um artigo retrospectivo sobre a produção, Marie Lodi, para a revista Nylon, escreveu: "Os visuais surreais e hipersaturados de Nowhere estavam tão à frente de seu tempo quanto seus temas".
No Rotten Tomatoes, site agregador de críticas, 47% das 15 críticas do filme são positivas, com uma classificação média de 4,3/10.

## Mídia doméstica
Nos Estados Unidos, o filme foi lançado em VHS. Foi disponibilizado em DVD para a Região 2 no Reino Unido. Posteriormente, foi relançado no Reino Unido em 2013, apresentando comentários em áudio de Gregg Araki, James Duval, Rachel True e Jordan Ladd.
A Strand Releasing anunciou planos para lançar uma restauração do filme em 4K no final de 2023, incluindo cenas não mostradas na versão distribuída originalmente por causa da MPA. A restauração está prevista para ser lançada no Museu da Academia de Artes e Ciências Cinematográficas, em Los Angeles, ao lado de "The Doom Generation" e "Totally F***ed Up", outros filmes de Araki de sua trilogia "Teenage Apocalypse".

## Trilha sonora
A trilha sonora do filme, "Nowhere: Music from the Gregg Araki Movie", foi lançada pela Mercury Records em 1997.

### Lista de faixas
1. Intro
2. 311 – "Freak Out"
3. Radiohead – "How Can You Be Sure"
4. Elastica – "In the City"
5. Hole – "Dicknail"
6. The Chemical Brothers – "Life is Sweet" (Daft Punk Remix)
7. Massive Attack – "Daydreaming" (Blacksmith Remix)
8. Coco and the Bean – "Killing Time" (Qureysh – Eh? 1 Remix)
9. Catherine Wheel – "Intravenous"
10. Curve – "Nowhere"
11. Lush – "I Have the Moon"
12. Ruby – "Flippin' Tha Bird" (Ceasefire Remix)
13. James – "Thursday Treatments"
14. Chuck D – "Generation Wrekked" (Danny Saber Rock Remix)
15. Marilyn Manson – "Kiddie Grinder" (Remix)
16. Suede – "Trash"

As músicas apresentadas no filme que não aparecem no álbum da trilha sonora incluem:
1. Slowdive – "Avalyn II"
2. Stacey Q - "Two of Hearts"
3. Cocteau Twins - "Seekers Who Are Lovers"
4. Babyland - "Five Fingers"
5. Scylla - "Get A Helmet"
6. Sonic Youth - "Hendrix Necro"
7. The Future Sound of London - "Papua New Guinea"
8. Blur - "She's So High"
9. The Verve - "Grey Skies"
10. Nine Inch Nails - "Memorabilia"
11. Mojave 3 - "Tryin' To Reach You"
12. Filter - "Take Another"
13. Seefeel - "Air-Eyes"
14. The Jesus and Mary Chain - "In The Black"
15. Nitzer Ebb - "Kick It"
16. Seefeel - "Time To Find Me"
17. Portishead - "Mourning Air"
18. Adorable - "Vendetta"
19. Red Kross - "Out Of My Tree"
20. Coil - "The Snow: Answers Come In Dreams"
21. My Life With The Thrill Kill Kult - "The Next Room Of The Dream"
22. Flying Saucer Attack - "Land Beyond The Sun"
23. Filter - "Dose"
24. The The - "Love Is Stronger Than Death"

## Here Now(2015)
Em 2015, a grife de moda Kenzo encomendou um curta-metragem de Gregg Araki que apresentaria a campanha de inverno da marca. O curta, intitulado "Here Now", serve como uma sequência de "Nowhere" e se passa algum tempo após os eventos do filme.